# Cláudio Nori Sturm
Dom Frei Cláudio Nori Sturm, O.F.M.Cap. (Giruá, 12 de maio de 1953) é um bispo católico da Diocese de Patos de Minas.
Estudou nos seminários de Capinzal e Irati (1968-1973. Emitiu os votos temporários em 2 de março de 1975 e os votos perpétuos em outubro de 1978. Cursou Filosofia e Teologia em Ponta Grossa (1975-1980). Foi ordenado ao sacerdócio em 6 de janeiro de 1980. Concluiu o curso de mestrado em Filosofia pela Pontifícia Universidade Gregoriana de Roma em 1985. Especializou-se em Teologia na Suíça (1999-2001).
Como sacerdote, foi professor no Seminário Menor em Irati; professor, mestre e diretor do Instituto de Filosofia, em Ponta Grossa; reitor do Colégio Internacional São Lourenço de Brindes, em Roma; pároco da Paróquia Imaculada Conceição em Ponta Grossa; vigário e ministro provincial da Província Capuchinha do Paraná e Santa Catarina.
Foi nomeado Bispo para Patos de Minas em 8 de outubro de 2008 e recebeu a ordenação episcopal em 5 de dezembro de 2008, por Dom Moacyr José Vitti, Arcebispo de Curitiba, tendo como co-consagrantes Dom Sérgio Arthur Braschi, Bispo de Ponta Grossa, e Dom Mário Marquez.
Sua instalação se deu em 4 de janeiro de 2009.